# Xanthosoma narinoense
Xanthosoma narinoense är en kallaväxtart som beskrevs av Josef Bogner och L.P.Hannon. Xanthosoma narinoense ingår i släktet Xanthosoma och familjen kallaväxter.
Artens utbredningsområde är Colombia. Inga underarter finns listade.